# Ford Creek Patrol Cabin
Pour les articles homonymes, voir Ford (homonymie).
La Ford Creek Patrol Cabin est une cabane en rondins dans le comté de Flathead, dans le Montana, aux États-Unis. Protégée au sein du parc national de Glacier, cette construction de 1928 est inscrite au Registre national des lieux historiques depuis le 14 février 1986.